# Russell Brand
Russell Edward Brand (Grays, Essex, 21 de junio de 1975) es un humorista, compositor, cantante y actor británico.
Alcanzó la fama en el Reino Unido por conducir el programa derivado del reality show Big Brother, llamado Big Brother's Big Mouth. También por su programa radiofónico y por sus diversas apariciones en series de televisión y ceremonias de premios. Además ha participado en varias películas, como la comedia romántica Forgetting Sarah Marshall, St Trinian's, La era del rock, Get Him to the Greek y Bedtime Stories. Fue el presentador de los MTV Video Music Awards 2009 y MTV Movie Awards 2012 e hizo un pequeño cameo en la película Hop.

## Trayectoria
Se ha hecho notar por su extravagante estilo, el cual, según él, se asemeja al personaje Willy Wonka del libro Charlie y la fábrica de chocolates. También ha llamado la atención por diversas controversias que lo han rodeado en los medios de comunicación británicos, como la acontecida en el 2008, cuando dejó mensajes obscenos en el contestador automático del actor Andrew Sachs, lo cual lo llevó a renunciar del canal BBC. En 2011 habría participado en un episodio especial de Big Time Rush, "Big Time Beach Party".
Hizo una aparición sorpresa en la ceremonia de clausura de los juegos Olímpicos de Londres 2012 donde Realizó un playback de "I Am the Walrus" de The Beatles junto con una escenografía que recuerda mucho a Yellow Submarine también de The Beatles.
En 2020 creó un canal en YouTube que alcanzó 5.6 millones de suscriptores.  En septiembre de 2022 lo mudó a Rumble.

## Vida privada
La juventud de Brand fue marcada por la desgracia personal y la adicción. Su consumo de drogas y la promiscuidad influyó en su imagen pública.
Después realizó su vida junto a Kristen Bell, una actriz de cine con quien tuvo una relación sentimental.
Posteriormente, se casó con la cantante pop estadounidense Katy Perry en octubre de 2010. El 30 de diciembre de 2011, después de catorce meses de matrimonio, Brand pidió el divorcio en Los Ángeles, alegando diferencias irreconciliables y posteriormente este le comunicó la noticia a Perry a través de un mensaje de texto minutos antes de un concierto que daría Katy. Se supo más tarde que el actor quería formar una familia y tener hijos, pero la cantante decía no estar lista.
Desde 2015 ha estado saliendo con la bloguera escocesa Laura Gallacher, con quien había mantenido una corta relación en 2007. Gallacher es la hermana de la presentadora de televisión Kirsty Gallacher. Russell Brand hizo público en julio de 2016 que él y Gallacher estaban esperando su primer hijo. Su hija Mabel Brand nació en noviembre de 2016. La pareja contrajo matrimonio en Henley-on-Thames el 26 de agosto de 2017. En julio de 2018 se convirtió en padre nuevamente de una niña. En junio de 2023 se hizo público que estaban esperando un tercer hijo.
Meses después de que se conocieran denuncias en su contra por abuso sexual, el actor anunció en 2024 que se sometería al rito del bautismo cristiano como "una oportunidad de dejar atrás el pasado y renacer en nombre de Cristo".

### Denuncias de abuso sexual
En 2006, la cantante Dannii Minogue dijo que Brand le hizo comentarios inapropiados durante una entrevista y sostuvo: "Está completamente loco y es un vil depredador".
En septiembre de 2023, una investigación de The Sunday Times, The Times y el programa televisivo de investigación británico Dispatches reveló acusaciones contra Brand por violación, agresión sexual y abuso físico y emocional contra cinco mujeres entre 2006 y 2013.
Una de las denunciantes aseguró que en el momento del ataque sexual ella tenía 16 años y el actor, 31.
En noviembre de 2023, una mujer realizó una denuncia (en la que  no se revela su identidad) en contra del actor en el Tribunal Supremo del Estado de Nueva York por abuso sexual durante el rodaje de la película Arthur (2011), donde ella trabajó como figurante. Según la denuncia, el actor le realizó exhibiciones obscenas y posteriormente la agredió sexualmente en un baño.
Brand rechazó públicamente las acusaciones y dijo que corresponden a un período de su vida donde era "muy promiscuo" aunque sus relaciones fueron "siempre consensuadas", según afirmó.

## Filmografía
| Año  | Película                  | Personaje            |
| ---- | ------------------------- | -------------------- |
| 2006 | Penelope                  | Sam                  |
| 2007 | St Trinian's              | Flash Harry          |
| 2008 | Bedtime Stories           | Mickey               |
| 2008 | Forgetting Sarah Marshall | Aldous Snow          |
| 2010 | La tempestad              | Trinculo             |
| 2010 | Despicable Me             | Dr. Nefario (voz)    |
| 2010 | Get Him to the Greek      | Aldous Snow          |
| 2011 | Arthur                    | Arthur               |
| 2011 | Big Time Rush             | Él mismo             |
| 2011 | Hop                       | E.B (voz)            |
| 2012 | La era del rock           | Lonny                |
| 2013 | Despicable Me 2           | Dr. Nefario (voz)    |
| 2016 | Trolls                    | Creek (Voz)          |
| 2016 | Objetivo: Bin Laden       | God                  |
| 2022 | Catherine Called Birdy    | Pretendiente de Kent |
| 2022 | Minions: The Rise of Gru  | Dr. Nefario (voz)    |
| 2022 | Death on the Nile         | Windlesham           |